# Saltnes
Saltnes este un oraș din Insulele Faroe.